# Saint-Nicolas-de-Pierrepont
 Saint-Nicolas-de-Pierrepont  es una población y comuna francesa, situada en la región de Baja Normandía, departamento de Mancha, en el distrito de Coutances y cantón de La Haye-du-Puits.

## Demografía
| 292 | 275 | 258 | 247 | 251 | 249 |
| Para los censos de 1962 a 1999 la población legal corresponde a la población sin duplicidades (Fuente: INSEE [Consultar]) |     |     |     |     |     |